# Gianni Tamino
Gianni Tamino (Mogliano Veneto, 27 gennaio 1947) è un biologo e politico italiano, esponente della Federazione dei Verdi e già parlamentare europeo.

## Biografia
Laureato nel 1970 in Scienze Biologiche, dal 1974 è un assistente di Biologia generale e dal 2001 di Fondamenti di Diritto ambientale al Dipartimento di Biologia dell'Università di Padova; fa inoltre parte del corpo docente del Corso di specializzazione in Bioetica a Padova. Dal 1983 al 1992 fu membro della Camera dei Deputati. Nel 1985 è stato tra i promotori del referendum antinucleare.
Ha iniziato la sua attività politica militando in Avanguardia Operaia per poi confluire nel 1978 in Democrazia Proletaria, dove ha lavorato a stretto contatto con Mario Capanna, Edo Ronchi, Patrizia Arnaboldi e Giovanni Russo Spena. È stato eletto deputato il 26 giugno 1983, riuscendo a confermare il seggio a Montecitorio anche nel 1987. Nell'89 ha abbandonato DP approdando ai Verdi Arcobaleno, successivamente ha aderito alla Federazione dei Verdi.
È subentrato al Parlamento europeo nel luglio 1995, a seguito della morte di Alexander Langer e dopo essere stato candidato alle elezioni del 1994 per la liste dei Verdi nella circoscrizione Nord-Est ottenendo quasi 16.000 preferenze e il secondo posto tra i non eletti.
Vicepresidente della Commissione per la cultura, la gioventù, l'istruzione e i mezzi di informazione e della Delegazione alla commissione parlamentare mista UE-Turchia. Ha aderito al Gruppo Verde.
Tamino si è sempre occupato di problemi ambientali, di energie rinnovabili, di sostenibilità, di biotecnologie, di ricerca nell'ambito degli inquinanti ambientali, pubblicando libri e scrivendo numerosi articoli su riviste scientifiche, culturali e divulgative. Si è interessato allo studio di centrali elettriche e inceneritori e il loro impatto ambientale, e alla possibilità di rischi biologici e di effetti mutageni e cancerogeni causati dalle attuali biotecnologie e dai campi elettromagnetici.
Ha partecipato a numerosi convegni, trasmissioni televisive e radiofoniche, in particolare alla RAI (dove fa parte del gruppo di esperti sull'energia della trasmissione Caterpillar). Negli anni '80 ha preso parte alle trasmissioni di Radio Gamma 5, storica radio libera di Campodarsego (PD). È stato membro del Comitato Nazionale per la Biosicurezza e le Biotecnologie, presso la Presidenza del Consiglio dei ministri e, in particolare, del Gruppo di lavoro sui rischi biologici, e della Commissione Interministeriale per le Biotecnologie.
Nel 2016 ha ricevuto il Premio Nazionale Nonviolenza.

## Opere
- con Fabrizia Pratesi, Ladri di geni. Dalle manipolazioni genetiche ai brevetti sul vivente, Editori Riuniti, gennaio 2001, ISBN 88-359-5265-4.
- Il bivio genetico. Salute e biotecnologie tra ricerca e mercato, Edizioni Ambiente, 2001, ISBN 88-86412-75-4.
- con Gino Ditadi e Margherita Hack, Etica, biodiversità, biotecnologie, emergenze ambientali, Isonomia, 2002, ISBN 88-85944-48-5.
- Stefano Cagno (a cura di), Cancro: un male evitabile. Come combattere una strage inutile, Cosmopolis, 2006, ISBN 88-87947-28-7.
- con Paolo Cacciari e Adriano Fragano, Decrescita. Idee per una civiltà post-sviluppista, Sismondi, 2009, ISBN 88-88005-28-5.